# Hyainailurus
Hyainailurus é um extinto gênero de mamíferos da família Hyainailouridae. que viveram durante o Mioceno, que tinha pelo menos três espécies espalhadas por toda a Europa, África e Ásia.